# Vámosújfalu
Vámosújfalu is een plaats (község) en gemeente in het Hongaarse comitaat Borsod-Abaúj-Zemplén. Vámosújfalu telt 930 inwoners (2001).